# سونيك ذا هيدجهوج سبين بول

صورة من اللعبة

القنفذ سونيك سبين بول (بالإنجليزية: Sonic the Hedgehog Spinball ؛ باليابانية: ソニック・スピンボール) (المعروف أيضاً باسم Sonic Spinball) هي لعبة من النوع كرة ودبابيس من سلسلة القنفذ سونيك ,ولعبة من أنتاج سيجا و صدرت اللعبة في عام 1993 ،ولعبة على الجهاز ميچا درايف وچايم چير.

## روابط خارجية
- سونيك ذا هيدجهوج سبين بول على موقع IMDb (الإنجليزية)